# Farbsee
Der Farbsee ist ein Fischteich bei Hummelsweiler in der Gemeinde Rosenberg im baden-württembergischen Ostalbkreis.

## Lage und Beschreibung
Der Farbsee liegt etwa 250 Meter westlich der Ortsmitte des Weilers Hummelsweiler und am Ostrand des Wohnplatzes Farbhäusle. Er ist hinter einem Seedamm auf etwa 482 m ü. NHN angestaut und wird vom Grunbach durchflossen. Diesem mündet darin ein linker Oberlaufzweig zu, der wenige Meter zuvor einen kleineren Vorteich durchlaufen hat, welcher hinter einem Damm mit querendem Grasweg kaum höher angestaut ist. Beide Seen zusammen haben eine Fläche von 0,9 ha, von denen etwa vier Fünftel auf den größeren und unteren entfallen, der eine ungefähr quadratische Kontur hat. Um die Seen stehen nur wenige Bäume, an sie grenzen außer an der Westseite gegen das Farbhäusle zu Wiesenflächen.
Das Einzugsgebiet des Farbsees ist etwa 0,5 km² groß und umfasst im Westen etwa zur Hälfte Teile des großen Waldgebietes Harbach, in dem oder an dessen Rand auch die beiden Zuläufe entstehen. Dem Oberlauf des Grunbachs selbst entlang erstreckt sich vom Waldrand bis zum See ein Schilfröhricht, das unter dem Namen Feuchtgebiet beim Farbhäusle unter Naturdenkmalschutz steht. In der dortigen Gewässermulde reihte sich früher am grabenartigen Grunbach entlang eine Teichkette.
Die beiden Seen liegen im Naturraum der Ellwanger Bergen und geologisch in Schichthöhe des Kieselsandsteins (Hassberge-Formation), am abfließenden Grunbach entlang setzt dann schon vor Hummelsweiler ein quartäres Schwemmlandband ein.
Auf einer topographischen Karte aus der ersten Hälfte des 20. Jahrhunderts ist der Seedamm des Farbsees eingetragen, aber keine Anstauung dahinter. Heute wird der See vom Angelverein Rosenberg bewirtschaftet.

### LUBW
Amtliche Online-Gewässerkarte mit passendem Ausschnitt und den hier benutzten Layern: Farbsee und Umgebung

Allgemeiner Einstieg ohne Voreinstellungen und Layer: Daten- und Kartendienst der Landesanstalt für Umwelt Baden-Württemberg (LUBW) (Hinweise)
1. ↑  Höhe nach dem Höhenlinienbild auf dem Hintergrundlayer Topographische Karte.
2. ↑  Seefläche nach dem Layer Stehende Gewässer.
3. 1 2  Dimensionen abgemessen auf dem Hintergrundlayer Topographische Karte.
4. ↑  Einzugsgebiet abgemessen auf dem Hintergrundlayer Topographische Karte.
5. ↑  Schutzgebiet nach dem einschlägigen Layer.
6. ↑  Frühere Teichkette nach dem Layer Geschützte Biotope.

### Andere Belege
1. ↑  Wolf-Dieter Sick: Geographische Landesaufnahme: Die naturräumlichen Einheiten auf Blatt 162 Rothenburg o. d. Tauber. Bundesanstalt für Landeskunde, Bad Godesberg 1962. → Online-Karte (PDF; 4,7 MB)
2. ↑  Geologie nach den Layern zu Geologische Karte 1:50.000 auf: Mapserver des Landesamtes für Geologie, Rohstoffe und Bergbau (LGRB) (Hinweise)
3. ↑  Seedamm ohne See auf:
  - Meßtischblatt 6926 Jagstheim von 1936 in der Deutschen Fotothek